# Krassimir Widenow
Krassimir Petrow Widenow (bulgarisch Красимир Петров Виденов, englisch Krasimir Videnov; * 15. Juni 1968 in Samokow) ist ein ehemaliger bulgarischer Biathlet, der an drei Olympischen Winterspielen teilnahm.
Krassimir Widenow lebt in seinem Geburtsort Samokow. Bei den Juniorenweltmeisterschaften 1987 in Lahti gewann er mit der bulgarischen Staffel, zu der auch Christo Kowatschki gehörte, hinter den Vertretungen aus der Sowjetunion und der DDR die Bronzemedaille.
Widenows erste internationale Meisterschaft bei den Männern im Leistungsbereich waren die Olympischen Winterspiele 1988 in Calgary, wo er 29. des Sprints und mit Wassil Boschilow, Wladimir Welitschkow und Christo Wodenitscharow Achter mit der Staffel wurde. Im heimischen Borowez erreichte er in der nacholympischen Saison 1988/89 bei einem Einzel als 25. die Punkteränge bei einem Weltcuprennen. Bei den Weltmeisterschaften 1989 belegte er in Feistritz an der Drau die Ränge 34 im Einzel und 41 im Sprint. Weltmeisterschaften 1990 kamen die Plätze 15 im Einzel und 22 im Sprint hinzu, was zwei seiner besten internationalen Ergebnissen überhaupt entsprach. 1991 wurde Widenow in Lahti 56. des Sprints. 1992 startete der Bulgare zum zweiten Mal bei Olympischen Winterspielen. In Albertville erreichte er als 14. des Einzels das beste Resultat seiner Karriere, im Sprint wurde er 35. und mit Christo Wodenitscharow, Spas Gulew und Spas Slatew als Startläufer mit der Staffel 14. Es war die letzte Staffel Bulgariens bei Olympischen Biathlonwettbewerben, bis sich 2010 in Vancouver erneut eine bulgarische Auswahl qualifizieren konnte.
Die nächste internationale Meisterschaften, die Weltmeisterschaften 1993, fand im heimischen Borowez statt. Widenow wurde 45. des Einzels, 53. des Sprints und mit Bojtscho Popow, Spas Slatew und Todor Maschow 19. im Staffelrennen. 1994 nahm er in Lillehammer zum dritten und letzten Mal an Olympischen Winterspielen teil. Er hatte sich als einziger bulgarischer Biathlet dafür qualifiziert. Somit konnte er auch nur die Einzelrennen bestreiten, bei denen er 31. des Sprints und 60. des Einzels wurde. Zum Auftakt der Saison 1994/95 erreichte Widenow bei einem Einzel in Bad Gastein mit Platz 22 das beste Weltcup-Resultat seiner Karriere. Zum Abschluss der Karriere wurden die Weltmeisterschaften 1995 in Antholz. Hier wurde der Bulgare 80. des Einzels sowie 54. des Sprintrennens.

## Biathlon-Weltcup-Platzierungen
Die Tabelle zeigt alle Platzierungen (je nach Austragungsjahr einschließlich Olympische Spiele und Weltmeisterschaften).
- 1.–3. Platz: Anzahl der Podiumsplatzierungen
- Top 10: Anzahl der Platzierungen unter den ersten zehn (einschließlich Podium)
- Punkteränge: Anzahl der Platzierungen innerhalb der Punkteränge (einschließlich Podium und Top 10)
- Starts: Anzahl gelaufener Rennen in der jeweiligen Disziplin

| Platzierung                               | Einzel | Sprint | Verfolgung | Massenstart | Team | Staffel | Gesamt |
| ----------------------------------------- | ------ | ------ | ---------- | ----------- | ---- | ------- | ------ |
| 1. Platz                                  |        |        |            |             |      |         |        |
| 2. Platz                                  |        |        |            |             |      |         |        |
| 3. Platz                                  |        |        |            |             |      |         |        |
| Top 10                                    |        |        |            |             |      | 2       | 2      |
| Punkteränge                               | 4      | 1      |            |             |      | 3       | 8      |
| Starts                                    | 15     | 19     |            |             |      | 3       | 37     |
| Stand: Karriereende, Daten nicht komplett |        |        |            |             |      |         |        |